# Canarana seminigra
Canarana seminigra är en skalbaggsart som först beskrevs av Bates 1866.  Canarana seminigra ingår i släktet Canarana och familjen långhorningar. Inga underarter finns listade.